# 井筒節
井筒 節（いづつ たかし）は、東京大学農学生命科学研究科准教授。元国連ニューヨーク本部精神的ウェルビーイング・障害担当チーフ。ミュージカル等の文化・芸術に関する著述家、アドバイザー。

## 人物
東京都港区出身。港区立白金小学校卒業。国際基督教大学教養学部卒業。東京大学大学院医学系研究科精神保健学分野修士課程修了。バングラデシュのスラムに暮らす若者の危険行動と精神保健に関する研究により、東京大学大学院医学系研究科精神保健学分野博士課程修了(Ph.D.)。東京藝術大学大学院音楽研究科単位取得退学。
日本の国立高度専門医療研究センターの一つである国立精神・神経センター精神保健研究所司法精神医学研究部研究員として勤務し、犯罪精神医学に関する研究を行う。長崎県・市原爆体験者健康調査アドバイザー、内閣官房拉致被害者支援カウンセラー、世界保健機関災害精神保健テンポラリー・アドバイザー等を歴任。
2006年より、国際連合人口基金ニューヨーク本部専門局専門分析官、国連ニューヨーク本部管理局心理官、国連ニューヨーク本部管理局精神保健・障害担当チーフ、世界銀行東アジア大洋州局上級知識管理官を歴任。精神的ウェルビーイングと障害を国際の優先事項とするため、国連経済社会局、国連大学、世界保健機関等とハイレベル会合や国連専門家会議等を開催、戦略・成果文書執筆を担当、仙台防災会議や国連総会作業部会において共同議長も務めた。また、国連平和維持活動を含む世界の国連スタッフの精神保健に関する業務も率いた。
また、劇団四季ミュージカル、ディズニー作品などの翻訳、解説を担当。様々な映像作品、舞台作品にも制作協力している他、映画主題歌、国連イベントのテーマソング等、アーティストへの楽曲提供も多い。

## 主な作品
舞台・映像・音楽作品
- 劇団四季ミュージカル「春のめざめ｣翻訳協力。
- 劇団四季 ディズニーミュージカル｢リトルマーメイド｣翻訳協力。
- 劇団四季 ディズニーミュージカル｢アラジン｣翻訳協力。
- ディズニー「アラジン」ブロードウェイ・ミュージカル版オリジナル・キャスト・レコーディング ライナーノーツ及び対訳。
- ディズニー映画「イントゥー･ザ・ウッズ」オリジナル・サウンドトラック対訳。
- 「アラジン BROADWAY'S NEW MUSICAL COMEDY」劇団四季キャストアルバムCD 解説及びDVD構成。
- 「ディズニー・オン・クラシック ～まほうの夜の音楽会 2015 ～ライブ」CD 解説。
- 映画「スター・ウォーズ／フォースの覚醒」オリジナル・サウンドトラック ライナー翻訳。
- 映画「ローグ・ワン／スター・ウォーズ・ストーリー」オリジナル・サウンドトラック ライナー翻訳。
- 「ディズニー・オン・クラシック ～まほうの夜の音楽会 2016 ～ライブ」CD 解説。
- 劇団四季ミュージカル「ノートルダムの鐘」オリジナル・サウンドトラック 解説。
- 映画「パイレーツ・オブ・カリビアン／最後の海賊」オリジナル・サウンドトラック ライナー翻訳。
- 「ディズニー・オン・クラシック ～まほうの夜の音楽会 2017 ～ライブ」CD解説。
- 「ディズニー・オン・クラシック ～まほうの夜の音楽会 2017 ～ルーレット・セレクション」CD解説。
- 映画「スター・ウォーズ エピソード1／ファントム・メナス」オリジナル・サウンドトラック 監修。
- 映画「スター・ウォーズ エピソード2／クローンの攻撃」オリジナル・サウンドトラック 監修。
- 映画「スター・ウォーズ エピソード3／シスの復讐」オリジナル・サウンドトラック 監修。
- 映画「スター・ウォーズ エピソード4／新たなる希望」オリジナル・サウンドトラック 監修。
- 映画「スター・ウォーズ エピソード5／帝国の逆襲」オリジナル・サウンドトラック 監修。
- 映画「スター・ウォーズ エピソード6／ジェダイの帰還」オリジナル・サウンドトラック 監修。
- 映画「ハン・ソロ／スター・ウォーズ・ストーリー」オリジナル・サウンドトラック ライナー翻訳。
- 海宝直人「I wish. I want. ～NAOTO KAIHO sings Disney」対訳。
- 「ディズニー・オン・クラシック ～まほうの夜の音楽会 2019 ～ライブ」CD 解説。
- 映画「スター・ウォーズ／スカイウォーカーの夜明け」オリジナル・サウンドトラック CDライナー解説及び翻訳。
- 「スター・ウォーズ：クローン・ウォーズ・ファイナル・シーズン（エピソード1-4）」オリジナル・サウンドトラック CD解説。
- 「スター・ウォーズ：クローン・ウォーズ・ファイナル・シーズン（エピソード5-8）」オリジナル・サウンドトラック CD解説。
- 「スター・ウォーズ：クローン・ウォーズ・ファイナル・シーズン（エピソード9-12）」オリジナル・サウンドトラック CD解説。
- ディズニー「声の王子様 ヴォイス・スターズ ドリーム・セレクションIII」CD協力。
- 「スター・ウォーズ     セレブレーション ジャパン 2025」オリジナル・サウンドトラック・ボックスセット。
- 「ディズニー・ワールド・ビート 2025」解説。
- 「ディズニー・オン・クラシック     ～まほうの夜の音楽会 2025」解説。
- 「ディズニー･ブロードウェイ･ヒッツ feat.アラン･メンケン 」プログラム解説。
- 海宝直人「坂道」（映画「a hope of NAGASAKI 優しい人たち」主題歌）作詞・作曲。
- 加藤和樹・浪川大輔「シューティング・スター」日本語詞 (ディズニー映画「ヘラクレス」主題歌・ディズニー「声の王子様 Voice Stars Dream Live 2021」ブルーレイ・CD）。
- 遥海「I’ll be there just for you」作詞・作曲（国連障害者権利条約締約国会議「障害・多様性・包摂：ブロードウェイ・マスタークラス」テーマソング」（国連ホームページ：4:04~）
- 南野陽子「明日への虹」作曲（日カンボジア友好70周年記念ソング）「YOKO MINAMINO 40th Anniversary Records」レコード収録
- May J. 「I can carry on」作詞・作曲（国連COSP15「災害時・人道危機時の心のウェルビーイングと精神障害の包摂会議」テーマソング）
- 安田祥子「丘」作詞・作曲（ボイス・オブ・ユース JAPAN in partnership with unicef 4周年応援ソング）
- NHK「Art is Our Voice - 戦禍のウクライナ国立バレエ2022」テーマ曲「Lives」作曲
- Matthew Morrison with Voice of Youth JAPAN 「Find the Friend in Me」（ボイス・オブ・ユース5周年記念ソング」共同作詞・作曲
- Eric Martin「I’ll be there just for you」（国連第17回障害者権利条約締約国会議メッセージ・ソング）作詞・作曲「MR. VOCALIST COMPLETE BEST（初回生産限定盤）」CD・ブルーレイ収録

共著書
- Mental Health Aspects of Women’s Reproductive Health: A Global Review of the Literature（2009、WHO）
- Promoting Sexual and Reproductive Health for Persons with Disabilities: WHO/UNFPA Guidance Note（2009、WHO）
- Contemporary Topics in Women's Mental Health（2009、Wiley-Blackwell）
- Caring for Trafficked Persons: A Guide for Health Providers（2009、IOM）
- Maternal Mental Health and Child Health and Development in Resource-Constrained Settings: Report of a UNFPA/WHO International Expert Meeting: The Interface between Reproductive Health and Mental Health（2009、WHO）
- Radiation Health Risk Sciences（2009、Springer）
- Mental Health and Development: Integrating Mental Health into All Development Efforts including MDGs（2010、UN）
- Handbook of Disease Burdens and Quality of Life Measures（2010、Springer）
- Adolescent Mental Health in Resource-Constrained Settings: A Review of the Evidence of the Nature, Prevalence and Determinants of Common Mental Health Problems and Their Management in Primary Health Care（2010、WHO）
- Essentials of Global Mental Health（2014、Cambridge University Press）
- Mental Health, Well-being and Disability: A New Global Priority: Key United Nations Resolutions and Documents（2015、UNU）
- Making Invisible Visible: Taking Action for Persons with Invisible Disabilities: Mental Health, Well-being and Disability: A New Global Priority in SDGs（2016、UNU）
- International Encyclopedia of Public Health（2017、Elsevier）
- The Cambridge Handbook of Psychology and Human Rights（2020、Cambridge University Press）
- 未来探求2050：東大30人の知性が読み解く世界（2021、日本経済新聞出版）
- 東大×SDGs：先端知からみえてくる未来のカタチ（2021、山川出版社）
- Innovations in Global Mental Health（2021、Springer）
- 国際精神保健・ウェルビーイングガイドブック（2022、金剛出版）
- Determinants of Loneliness （2024、IntechOpen）
- International Encyclopedia of Public Health （2024、Elsevier）
- 災害精神医学入門 第2版 （2025、金剛出版）

監修
- わたしは12歳、爆撃される悪夢を見る夜。（合同出版、2019）
- 「ちがい」ってなんだ？障害について知る本（学研、2021）
- 10代からのSDGs（大月書店、2021）

翻訳書
- ロールシャッハ・テストワークブック（2003、金剛出版）
- 少年への性的虐待（2005、作品社）
- 統合失調症のための集団認知行動療法（2008、星和書店）
- 児童・青年の反社会的行動に対するマルチシステミックセラピー（2008、星和書店）
- 自傷の文化精神医学（2009、金剛出版）
- 災害・紛争時等における精神保健・心理社会的支援に関するIASCガイドライン（2007、IASC）
- 精神保健専門家のいない保健医療の場における精神障害・神経障害・物質使用障害のためのmhGAP介入ガイド：第1版（2010、WHO）
- 心理的応急処置（サイコロジカル・ファースト・エイド：PFA）フィールドガイド（2011、WHO）
- PTSDハンドブック：科学と実践（2014、金剛出版）